# Пантюхино (Луганская область)
Пантюхино (укр. Пантюхине) — село, относится к Новопсковскому району Луганской области Украины.

## История
Слобода являлась центром Пантюхинской волости Старобельского уезда Харьковской губернии Российской империи.
Население по переписи 2001 года составляло 146 человек.

## Местный совет
92330, Луганська обл., Новопсковський р-н, с. Ганусівка, вул. Леніна, 27  (укр.)